# Vaccino anti-febbre tifoide
I vaccini per la febbre tifoide sono vaccini atti a prevenire la febbre tifoide. Ne sono comunemente disponibili due tipi: il Ty21a (un vaccino vivo somministrato per via orale) ed il vaccino polisaccaridico Vi (un vaccino a subunità iniettabile). La loro efficacia durante i primi due anni varia dal 30 al 70% in base al vaccino specifico.
L'Organizzazione Mondiale della Sanità (OMS) raccomanda di vaccinare tutti i bambini nelle aree in cui questa malattia è comune, o quantomeno soltanto i soggetti ad alto rischio. Le campagne vaccinali possono anche essere utilizzate per controllare le epidemie. In relazione alla gravità della situazione possono essere raccomandate ulteriori somministrazioni ogni 1-7 anni. Negli Stati Uniti il vaccino è raccomandato unicamente nei soggetti ad alto rischio, come i viaggiatori che si recano in aree geografiche dove la malattia è particolarmente comune.
I vaccini utilizzati correntemente sono molto sicuri. Gli unici effetti collaterali si possono manifestare come reazioni minori nel sito di inoculazione. Il vaccino iniettabile non comporta rischio di infezione da HIV/AIDS, e quello orale può essere utilizzato fintanto che non siano già presenti sintomi della malattia. I dati sulla sicurezza in gravidanza sono limitati.
I primi vaccini per la febbre tifoide sono stati sviluppati nel 1896 da Almroth Edward Wright, Richard Pfeiffer, e Wilhelm Kolle. Sono raccomandate le formulazioni più nuove per via del minor numero di effetti collaterali. I vaccini della febbre tifoide fanno parte della lista dei farmaci essenziali dell'Organizzazione Mondiale della Sanità, ovvero i farmaci di maggiore importanza richiesti in un sistema sanitario di base. Il costo all'ingrosso è di circa 4.44 dollari statunitensi per dose nel 2014. Negli Stati Uniti il prezzo di vendita oscilla fra i 25 ed i 50 dollari statunitensi.

## Usi clinici
Il Ty21a ed il vaccino polisaccaridico Vi sono efficaci nel ridurre la febbre tifoide pur con un basso tasso di reazioni avverse. I vaccini più nuovi come il Vi-rEPA sembrano inoltre particolarmente promettenti.
Il vaccino orale Ty21a è stato in grado di prevenire da un terzo alla metà dei casi di febbre tifoide durante i primi due anni dopo la vaccinazione, ma non ha mostrato alcun beneficio durante il terzo anno. Il vaccino polisaccaridico Vi iniettabile è stato in grado di prevenire circa due terzi dei casi di febbre tifoide durante il primo anno dopo la vaccinazione, e ha mostrato un'efficacia cumulativa del 55% durante il terzo anno. Nessuno dei due vaccini è efficace nei bambini al di sotto dei 5 anni di età. Il vaccino Vi-rEPA, una nuova forma coniugata del vaccino iniettabile Vi, potrebbe risultare più efficace nel prevenire la malattia nei bambini al di sotto dei 5 anni di età. In un trial clinico effettuato in Vietnam su un campione di bambini di età compresa fra i 2 e i 5 anni, il vaccino ha mostrato un'effiacia superiore al 90 percento durante il primo anno, ed una protezione efficace di durata pari ad almeno 4 anni.

### Calendario vaccinale
In base alla formulazione, il vaccino può essere somministrato a partire dall'età di due o cinque anni. Vengono normalmente somministrate tre o quattro dosi una volta ogni due giorni. Le diverse autorità nazionali raccomandano dosi aggiuntive ogni 1-7 anni.
Il Ty21a può essere utilizzato a partire dai due anni di età. Negli Stati Uniti è raccomandato il richiamo ogni 5 anni. Il vaccino polisaccaridico Vi è utilizzato a partire dai due anni di età.

## Tipologie
- Vaccino polisaccaridico Vi: Typhim Vi (Sanofi Pasteur); Typherix (GSK)[11]
- Vaccino polisaccaridico combinato epatite A/Vi: ViATIM (Sanofi Pasteur); Hepatyrix (GSK)[11]
- Vaccino orale Ty21a: Vivotif (PaxVax)[11]
- Nel 2008 il vaccino attivo a cellule intere era ancora disponibile in molti paesi in via di sviluppo.[1]